# الراكب (حجة)

تعديل مصدري - تعديل

الراكب هي إحدى قرى عزلة هربة بمديرية حجة التابعة لمحافظة حجة، بلغ تعداد سكانها 308 نسمة حسب تعداد اليمن لعام 2004.